# J'attendrai

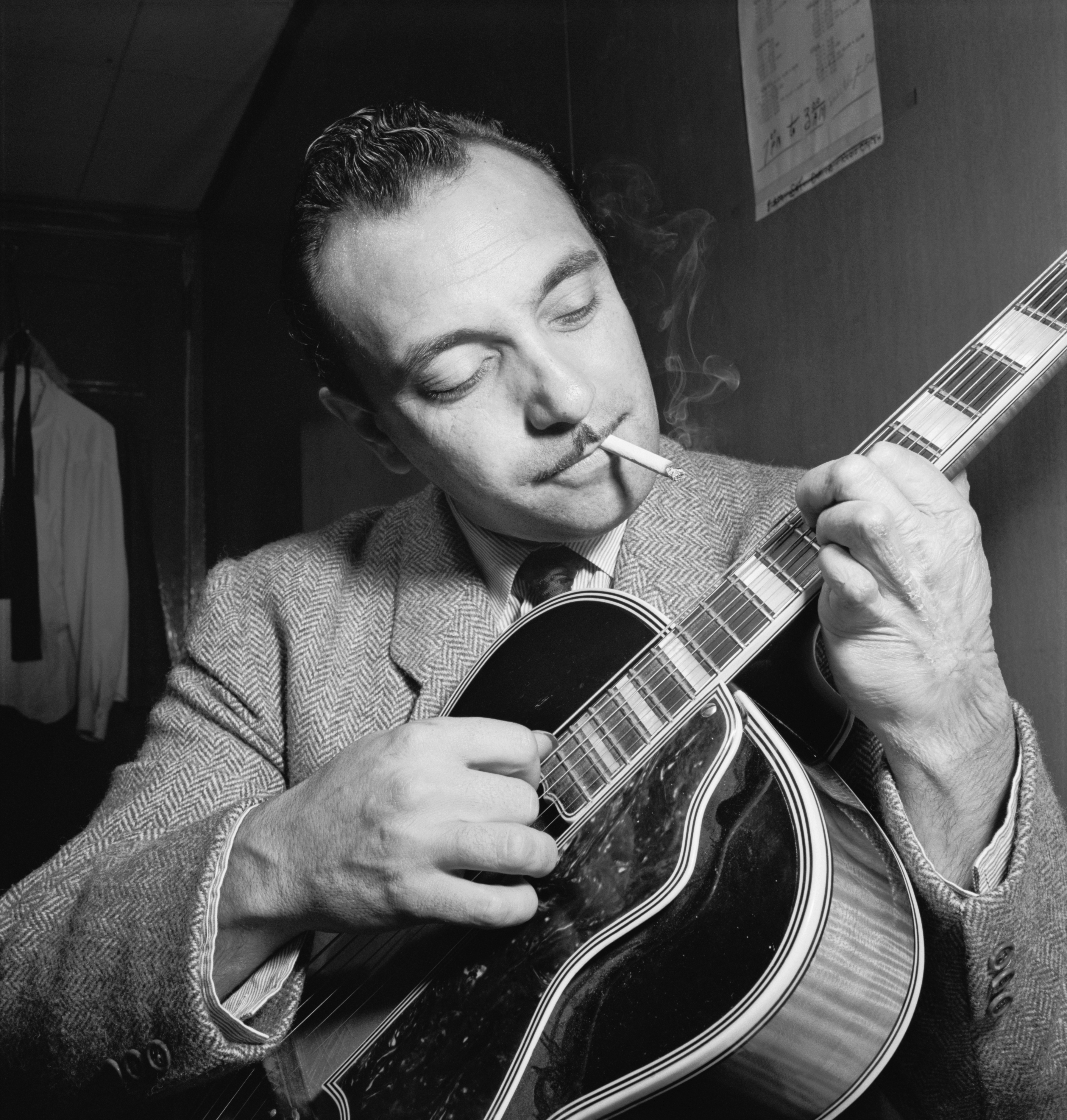
Django Reinhardt.

«J'attendrai» (Esperaré) es una canción popularizada internacionalmente por Rina Ketty en 1938, aunque se trata de una traducción de la canción italiana «Tornerai» (Volverás) compuesta en 1933 por Nino Rastelli (letra) y Dino Olivieri (música), inspirándose en una melodía de la ópera «Madama Butterfly» de Puccini.  La letra en francés fue escrita por Louis Poterat. La canción fue interpretada también en alemán, con el título de «Komm zurück», en checo con el de «Věřím vám», en sueco como «Blott för dig», en polaco como E«Czekam cię» y en español como «Volverás»

## Otras grabaciones
- Django Reinhardt y Stéphane Grappelli
- Tino Rossi
- Dalida (FR : #1)
- Rafael Medina (ES : #16)
- Antonella Ruggiero
- Vicky Leandros
- Marina Rossell